# Henri Alleg
Henri Alleg, amb nom de naixement Henri Salem, (Londres, 20 de juliol de 1921 - París, 17 de juliol de 2013) fou un assagista i periodista franco-algerià d'ascendència jueva, director del diari Alger républicain i membre del Partit Comunista Francès. Després que l'editorial francesa Les Éditions de Minuit publiqués l'any 1958 les seves memòries (La Question), Alleg guanyà reconeixement internacional per la seva postura en contra la tortura, especialment en el context de la Guerra d'Algèria (1954-1962).

## Obres
- Mémoire algérienne: souvenirs de luttes et d'espérances (2005)
- Grande aventure d'Alger républicain (juntament amb Boualem Khalfa i Abdelhamid Benzine, 1987)
- Prisonniers de guerre (1961)
- La Question / The Question (intro. de Jean-Paul Sartre, 1958)
- Requiem pour l'Oncle Sam (1991)
- U.R.S.S. et les juifs (1989)
- Victorieuse Cuba : de la guérilla au socialisme (prefaci de Boualem Khalfa, 1963)
- Red Star and Green Crescent (1985; originalment publicat per Messidor, París, 1983)